# Notschrei
Der Notschrei ist ein Gebirgspass im Südschwarzwald zwischen dem Dreisamtal im Raum Freiburg im Norden und dem oberen Wiesental im Süden. Er verbindet über die Landesstraße L 126 die Talorte Oberried im Norden und Todtnau im Süden. Die Landesstraße 124 zweigt am Notschrei von der Landesstraße 126 ab und führt Richtung Nordwesten über die Halde am Schauinsland nach Freiburg.
Der Name geht darauf zurück, dass die Straße über den Pass auf einen „Notschrei“ der Bevölkerung hin gebaut wurde, eine dringende Petition.

## Profil
Die Passhöhe mit 1120,1 m ü. NHN liegt fünf Kilometer westlich des Feldbergs in der Gemarkung Todtnau und ist nach der Hohtannhöhe der zweithöchste Pass im Landkreis Lörrach. Vor dem Nordanstieg der Landesstraße 126 südlich von Oberried führt eine Stichstraße nach Osten in das zu Oberried gehörende St. Wilhelmer Tal; auf halber Höhe zweigt beim Steinwasen-Park die Kreisstraße 4996 nach Hofsgrund und zur Landesstraße 124 auf der Halde beim Schauinsland ab. Auf der Südseite liegen zwischen der Passhöhe und Todtnau die Ortschaften Muggenbrunn und Aftersteg, zwischen denen eine Stichstraße zum östlich gelegenen Gemeindeteil Todtnauberg führt. 
Nahe der Passhöhe entstand 1854 im Zuge des Straßenausbaus ein Gasthof ebenfalls mit dem Namen Notschrei, inzwischen ausgebaut zum Vier-Sterne-Waldhotel am Notschreipass.

## Tourismus, Infrastruktur und Sport
Der Notschrei ist touristisch stark erschlossen. Er ist im Sommer Ausgangspunkt für Wanderungen Richtung Wiedener Eck, Schauinsland und Feldberg und im Winter Start der Notschrei-Loipen Richtung Schauinsland, Wiedener Eck, Stübenwasen und Feldberg. In der Nähe des Passes liegen mehrere Skilifte und Hotels. 
Das Waldhotel am Notschreipass wurde bereits 1900 und 1906 in zwei Bauabschnitten errichtet und Kurhaus Waldheim benannt. Das Haus war auch Haltestelle der Pferdepostlinie.
Die westliche Variante des Schwarzwälder Weitwanderwegs Westweg verläuft zwischen Feldberg und Belchen über den Notschrei.
Der Notschrei wurde bei der Tour de France 1971 am 27. Juni befahren und war Teil der Etappe von Basel nach Freiburg; er wurde als Berg der 2. Kategorie gewertet.

## Geschichte

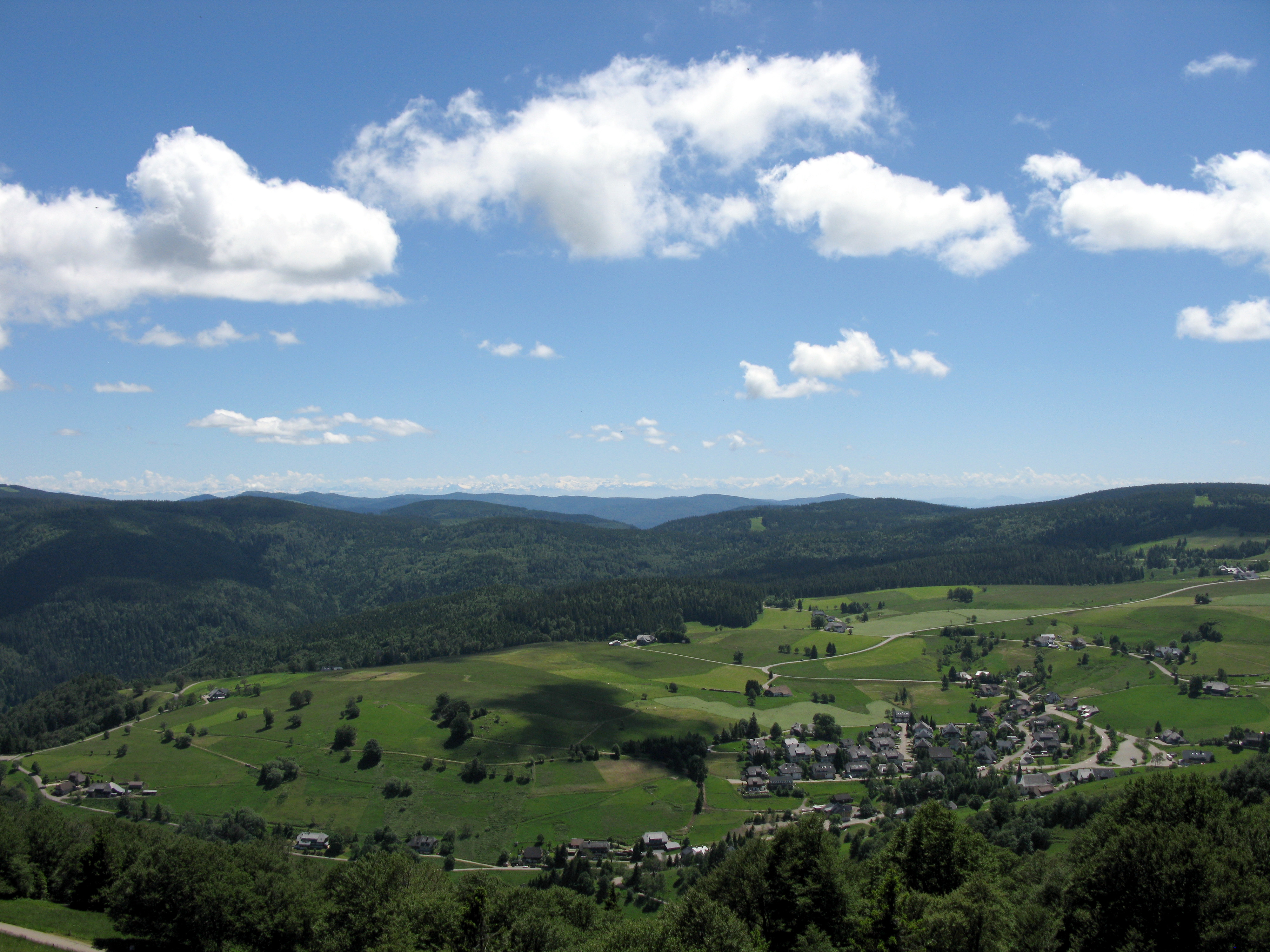
Der Notschreipass (Einkerbung in Bildmitte) vom Schauinsland aus gesehen

Die Straße führt vom Oberrieder Tal zur Passhöhe am sog. Schwendle, der Wasserscheide zwischen Dreisam- und Wiesental. Seit ihrer Fertigstellung 1848 trägt diese Stelle den Namen „Notschrei“, der geographische Begriff bezieht sich auf einen historischen Vorgang.

### Erste Planungen
1780, noch unter der Regierung Vorderösterreichs, wurde der Bau einer Passstraße von Todtnau nach Oberried über den 1119 m hohen Schwendle geplant, um das Gebiet um Sankt Blasien und Waldshut besser an den Breisgau anzubinden.
Als Todtnau unter Napoleon badisch wurde, brauchte der Ort neue Impulse, denn der Bergbau war am Ende. Strukturwandel war also dringend notwendig, und erste industrielle Entwicklungen kam durch Zuzug Schweizer Kapitals zustande. So gab es bald zahlreiche Manufakturen wie Bürstenfabriken (die erste 1765), eine Zuckerfabrik (die erste 1826), eine Papierfabrik und Spinnereien. Allerdings erwies es sich als problematisch, die Produkte abzusetzen – die abgelegene Lage des Tales und seiner Gemeinden führte zu hohen Transportkosten. Freiburg, damals bereits florierende Stadt im Breisgau, war auf direktem Wege mit dem Fuhrwerk nicht einmal erreichbar. Es gab nur einen steilen Weg, der über Aftersteg, Muggenbrunn, die Halde und Horben nach Günterstal führte und im Winter oft unbenutzbar war. Zwischen Todtnau und Halde mussten zunächst 500 Höhenmeter Aufstieg und anschließend wieder hinab ins Tal bewältigt werden. Dieser Weg war überhaupt nur mit Saumpferden und zweirädrigen Handkarren zu benutzen.

### Erfolglose Bitten im Großherzogtum
Das Großherzogtum Baden hatte andere Interessen als den Straßenbau, obwohl neben Todtnau auch noch andere Gemeinden der anliegenden Schwarzwaldtäler Interesse an einer Straße in den Breisgau bekundeten. Die Stadt Freiburg zum Beispiel forderte aus Rücksicht auf ihre Wälder eine Straße über Hofsgrund. Vor allem aber Todtnau und Schönau rivalisierten um das Straßenprojekt. Schönau, das damals seit Kurzem ein badisches Amtsstädtchen war, hatte in Karlsruhe mehr politisches Gewicht als Todtnau und fand Unterstützung in der Forderung nach einer Straße übers Wiedener Eck nach Staufen.
Erstmals 1819, im ersten Landtag in Karlsruhe, brachten die Gemeinden des oberen Wiesentals eine Petition vor, in der sie eine Fahrstraße von Todtnau über Muggenbrunn, St. Wilhelm nach Oberried forderten, als Anschluss an die bereits bestehende Verbindung zwischen Kirchzarten und Freiburg. 1844 fiel zwar eine Entscheidung, allerdings für die Straße von Utzenfeld übers Wiedener Eck durchs Münstertal nach Staufen.

### Das Krisenjahr 1847
Im Jahr 1847 machten sich Hunger und Arbeitslosigkeit im Wiesental breit, was zu einer Erneuerung der Forderung führte – die Bevölkerung fühlte sich von der Regierung in Karlsruhe im Stich gelassen. Viele Todtnauer und Zeller bekundeten sich bereits offen zu den Zielen der Badischen Revolution und zu deren Vertretern, Hecker und Struve. Um ein Aufbegehren der Bevölkerung zu verhindern, musste die Karlsruher Regierung nun handeln und auf den „Notschrei“, die dringende Petition, reagieren.
Zahlreiche Personen des öffentlichen Lebens machten sich für die Forderung Todtnaus nach der Straßenanbindung stark. So unterstützte der Zeller Kaufmann und Textilingenieur Johann Faller – gebürtiger Todtnauer und Mitglied der Zweiten Kammer in Karlsruhe – zusammen mit dem Schopfheimer Abgeordneten Ernst Friedrich Gottschalk die Todtnauer Petition. Mitausschlaggebend  war die Intervention des Bezirksförsters Friedrich Julius Gerwig aus Kirchzarten (sein Vetter Robert Gerwig hatte u. a. die Schwarzwaldbahn gebaut), der gegenüber der staatlichen Forstbehörde den Standpunkt vertrat, dass die 1200 Morgen staatlicher Waldungen am Notschrei und die daraus resultierende Verwertung des Holzes durch einen Holzabfuhrweg erheblich erleichtert werde.
30 Jahre nach der ersten Forderung fiel am 13. November 1847 im großherzoglichen Landtag die Entscheidung für den Bau der Straße über den heutigen Notschreipass. Der Straßenbau wurde vom Großherzogtum finanziert, die betroffenen Gemeinden hatten lediglich das benötigte Gelände unentgeltlich zu stellen. Sowohl die Bevölkerung als auch die bereits ansässigen Fabrikanten waren hochzufrieden und fühlten sich mit der Herrschaft versöhnt. Die Revolution war (zumindest zunächst) vergessen.
Drei Großherzoge hatten sich mit dem Projekt befasst: Ludwig I., Leopold und Friedrich I.

### Ausführung

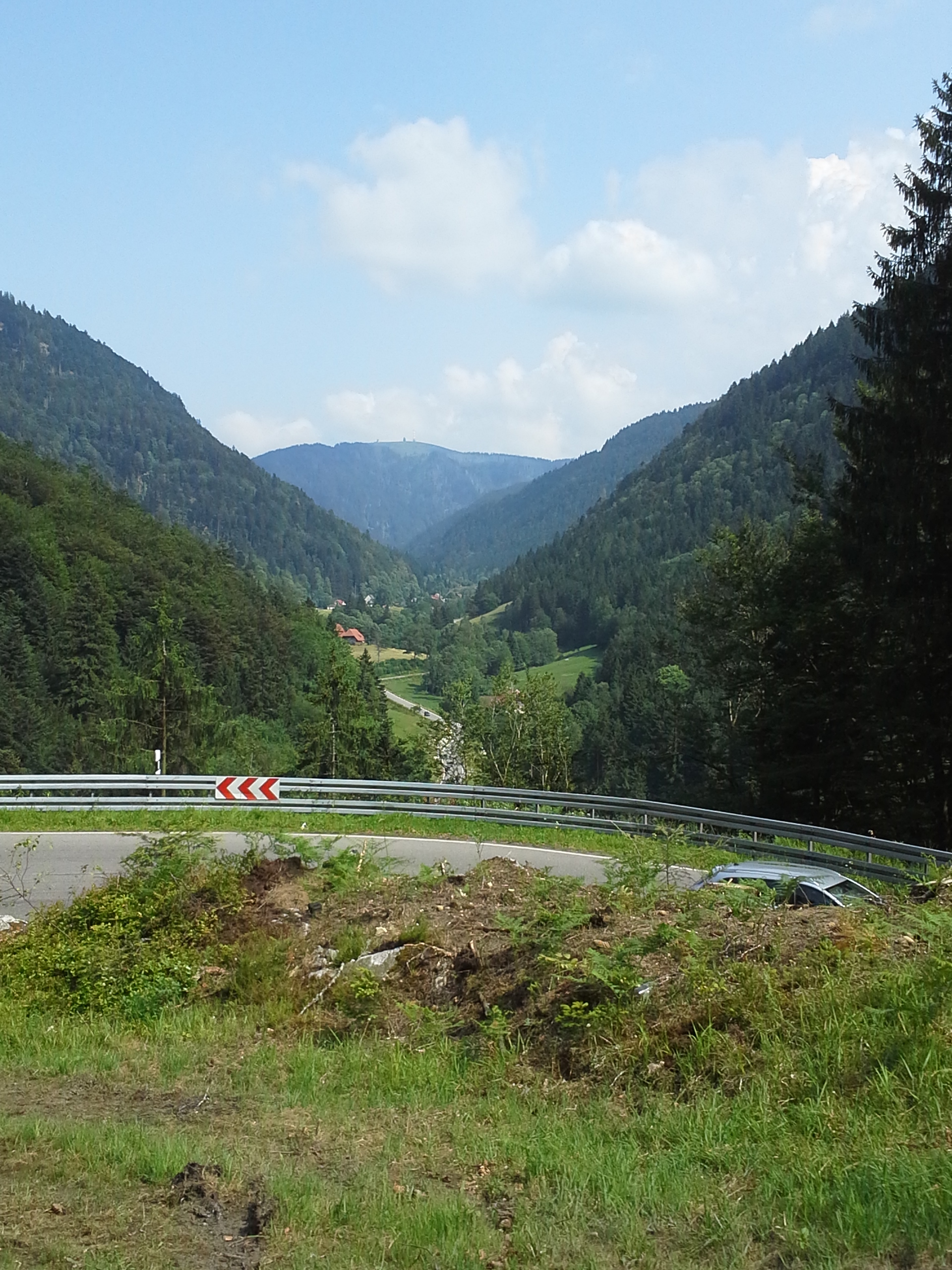
Kehre an der Nordrampe mit Blick auf die Stichstraße nach St. Wilhelm, dahinter der Feldberg

1848/49 wurden die ersten 7 km für 36 000 Gulden zwischen Notschrei und Oberried gebaut und am 13. November 1848 eingeweiht. Die Straße war rund 6 m breit und hatte eine Steigung von 5–11 %. Das Festprogramm zur Einweihung der Straße fiel jedoch den Schneemassen zum Opfer. Der Bürgermeister Kelle aus Todtnau bezeichnete die Verbindung nach Freiburg als „notwendige Lebensader“.
1855 wurde auch der Streckenabschnitt zwischen Todtnau und Notschrei für 37 000 Gulden vollendet. Der Verkehr war danach auf 17 160 Zentner Transportgüter angewachsen, doch hatten sich die Transportkosten von 36–40 Kreuzer pro Zentner auf rund 18 Kreuzer/Zentner verringert.

## Denkmal

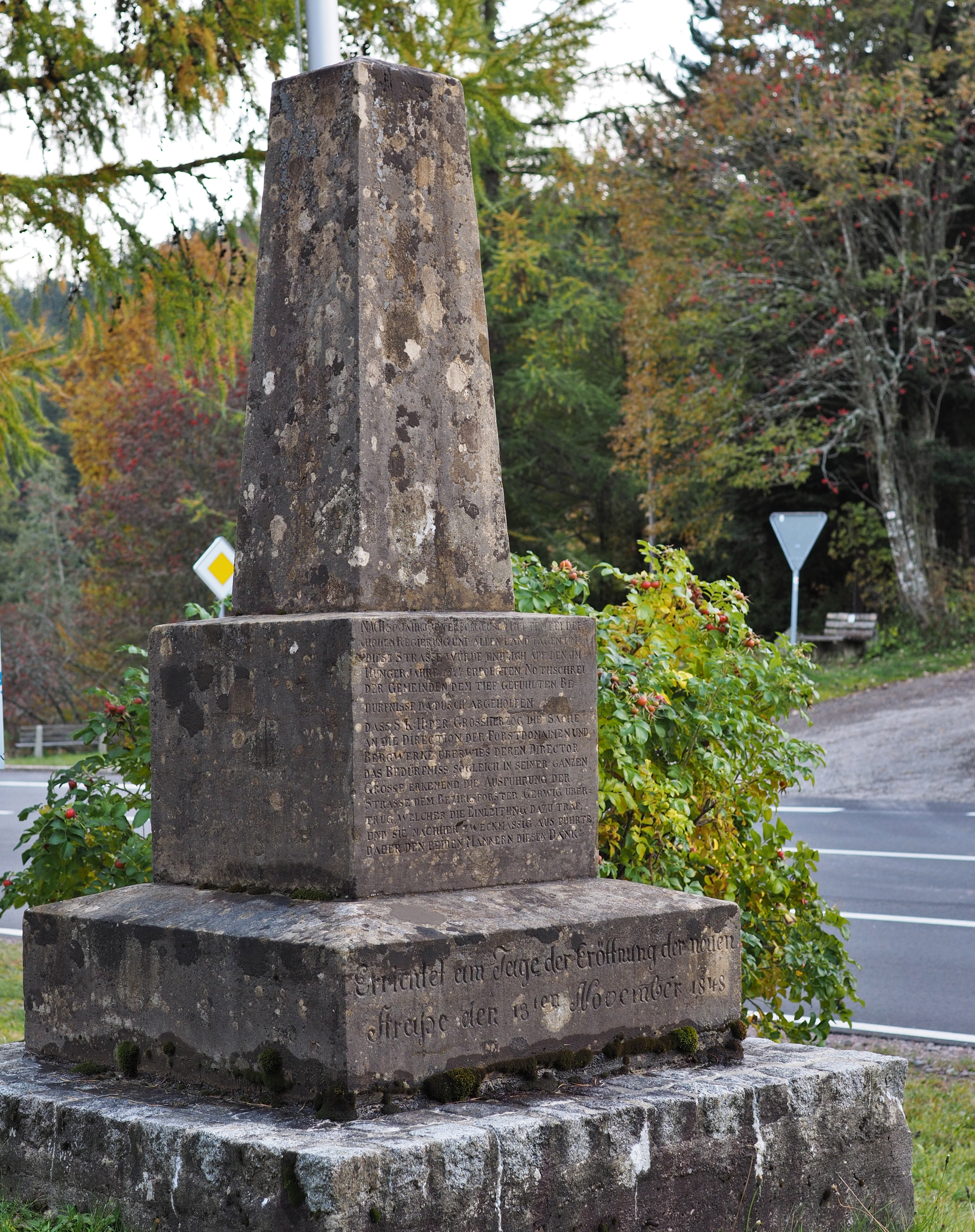
Westseite mit Inschrift

Aus Erleichterung und Dankbarkeit errichteten die Todtnauer Bürger einen 6 Fuß [rund 1,8 m] hohen steinernen Obelisken mit Inschrift.
In Stein gemeißelt ist zu lesen:
Ostseite
Seiner Königlichen Hoheit dem Großherzog Leopold in tiefster Ehrfurcht gewidmet von den Gemeinden der ehemaligen Talvogtei Todtnau.
Straßenseite
Seiner Königlichen Hoheit dem Prinzen Regenten Friedrich in tiefster Ehrfurcht.
Westseite
Nach 30jährigem erfolglosen Bitten bei der hohen Regierung und allen Landtagen um diese Straße wurde endlich auf dem im Hungerjahre 1847 erfolgten Nothschrei der Gemeinden dem tief gefühlten Bedürfnisse dadurch abgeholfen, dass S. K. H. [seine Königliche Hoheit] der Großherzog die Sache an die Direction der Forstdomainen und Bergwerke überwies deren Director das Bedürfniss sogleich in seiner ganzen Größe erkenend, die Ausführung der Straße dem Bezirksförster Gerwig übertrug, welcher die Einleitung dazu traf und sie nachher zweckmäßig ausführte. Daher den beiden Männern diesen Dank.
Errichtet am Tage der Eröffnung der neuen Straße, den 13ten November 1848.

## Weitere Planungen
Um 1991 wurde noch erwogen, die durch Pendler, Anwohner und Touristen stark beanspruchte Passstraße durch eine Eisenbahn über den Notschrei oder einen Tunnel durch den Schauinsland zu entlasten, doch diese Pläne werden trotz unverändert starker Verkehrsbelastung derzeit nicht weiter verfolgt.